# Fiordland

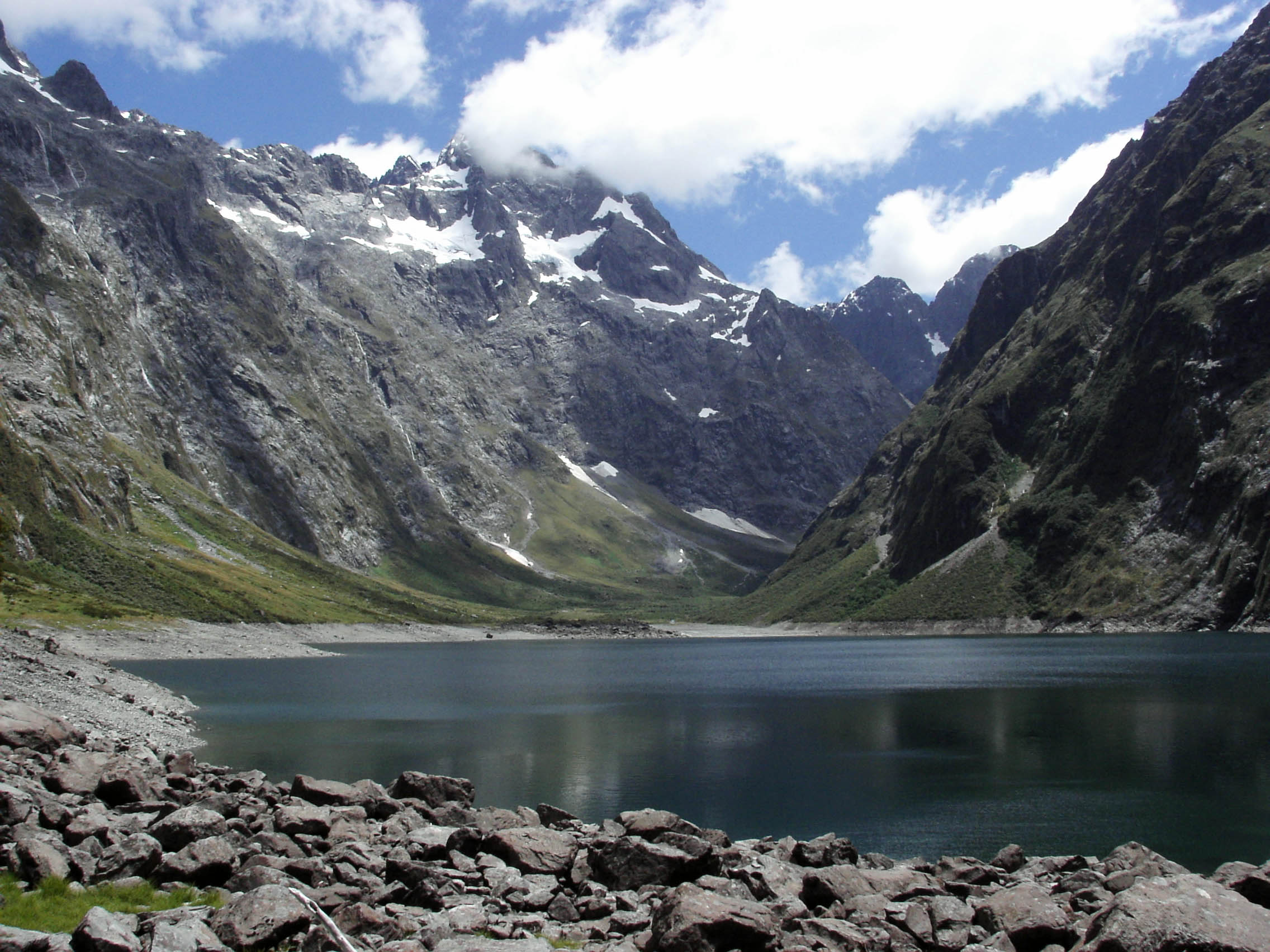
Lago Marian

Fiordland, in māori Te Whakataka-kārehu-a-Tamatea o Te Tūtae-o-Tūterakiwhānoa, è una regione geografica della Nuova Zelanda situata nell'angolo sud-ovest dell'Isola del Sud. La maggior parte di questa ricade nei confini dell'omonimo parco nazionale, che ha un'area di 12.120 km quadrati, facendone il più grande parco nazionale della Nuova Zelanda e uno dei più grandi al mondo. Il Fiordland ha pochi abitanti ed è probabilmente la regione meno popolata del Paese.
Il nome "Fiordland" deriva dalla variante comune della lingua norvegese della parola "fiordo". Le caratteristiche del Fiordland è l'avere molti fiordi, dei quali quello più conosciuto è il Milford Sound.
Nel Fiordland sono situate le Cascate Browne e le Cascate Sutherland, che rigogliose, sono tra le più alte cascate nel mondo.
Il Lago Te Anau e la borgata Te Anau sono nella frangia est. L'amministrazione dell'area era in gestione alla "Contea del Fiordo" nel XX secolo, fino a che fu assorbita dentro la Contea Wallace. Nel 1989 è stata inserita nel distretto Southland.